# Parque Nacional de Darién
O Parque Nacional Darien situa-se no Panamá, a cerca de 325 km da Cidade do Panamá. É um Património Mundial da Unesco desde 1981. É o maior parque do Panamá e o segundo maior da América Central.
Reserva Mundial da Biosfera, segundo declaração da Unesco, protege uma região intocável de florestas tropicais exuberantes de cerca de 1,2 milhões de acres, ao longo da fronteira com a Colômbia, a leste do Panamá. Mais de 300 espécies de pássaros, incluindo a harpia, 4 espécies de araras e muitas outras, endêmicas, fazem desse território um dos melhores postos de observação de pássaros do mundo. Rico em cultura 
e história, o Darien é a terra dos povos indígenas Embera, Wounan e Kuna.

## Galeria da fauna local

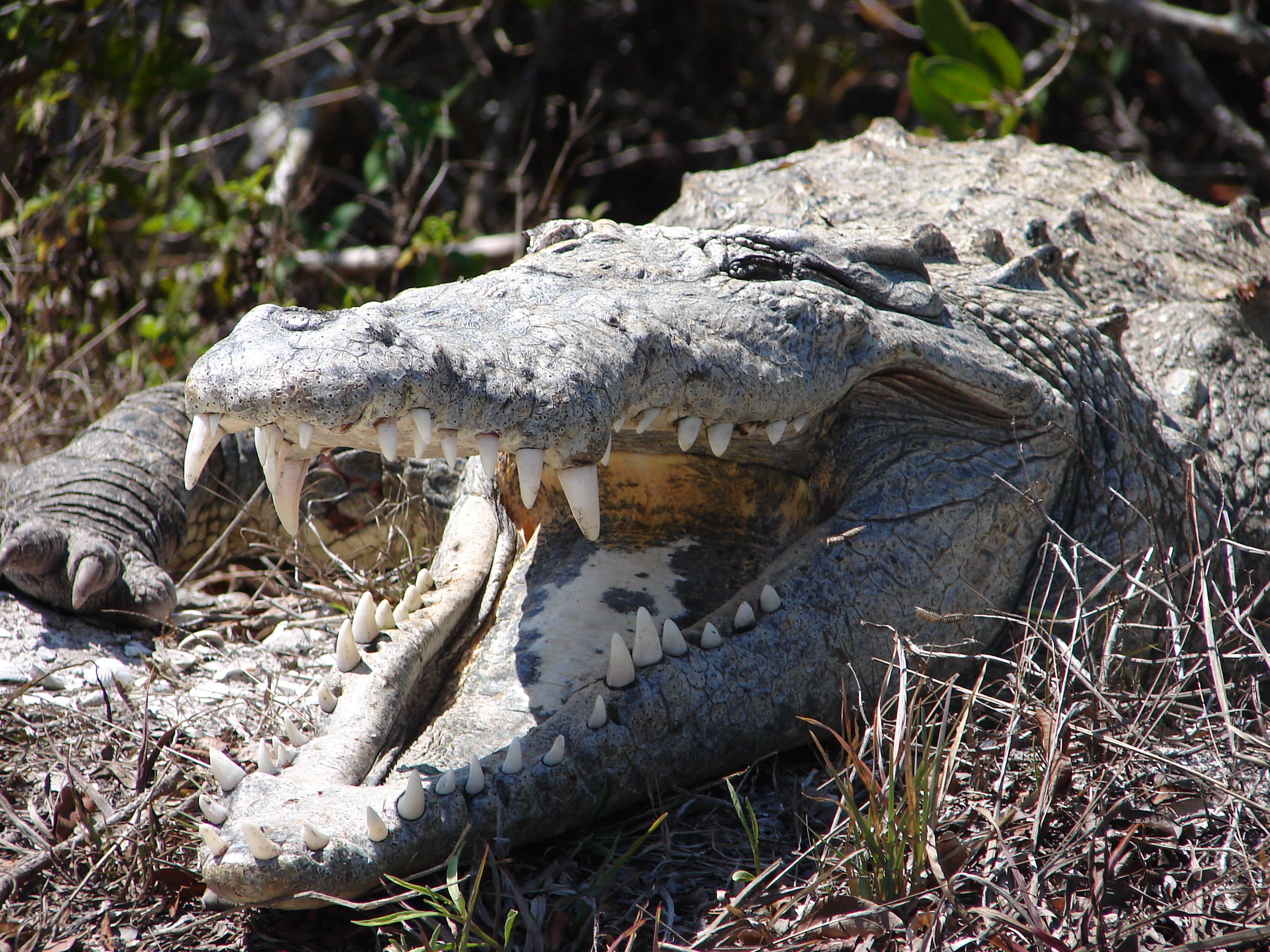
Crocodilo-americano
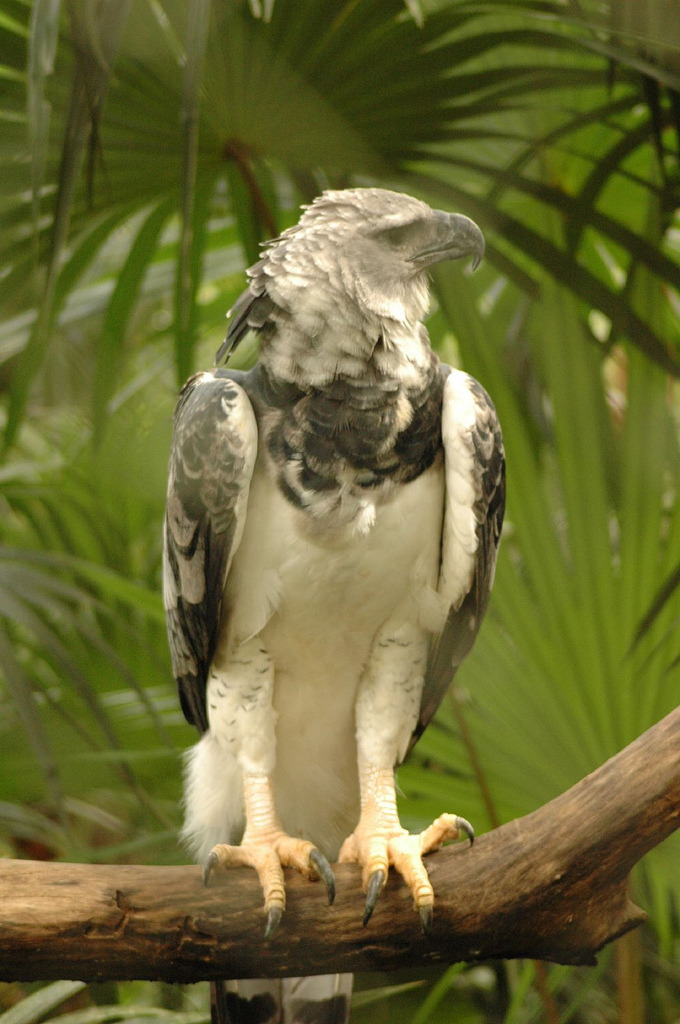
Harpia
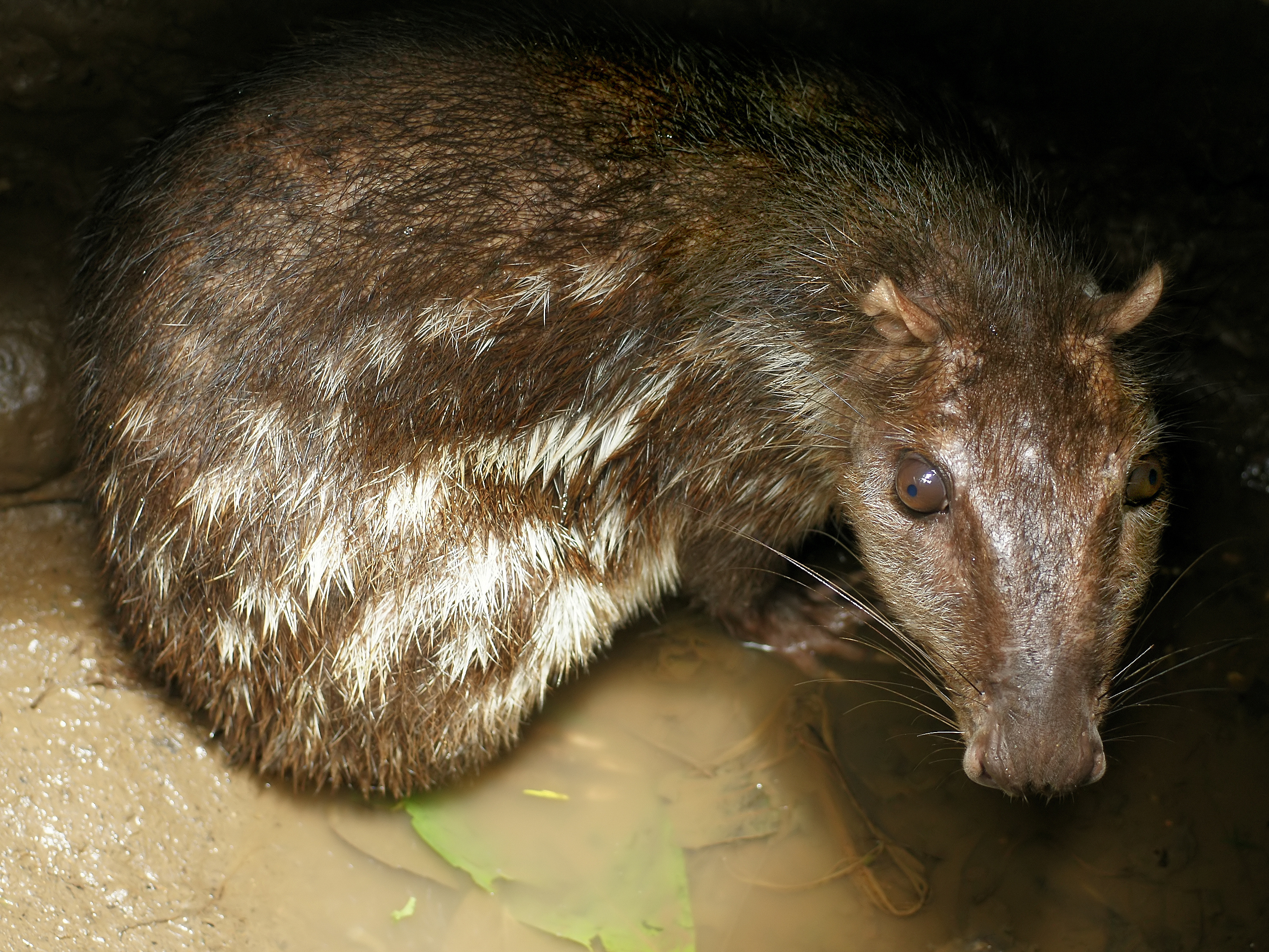
Paca
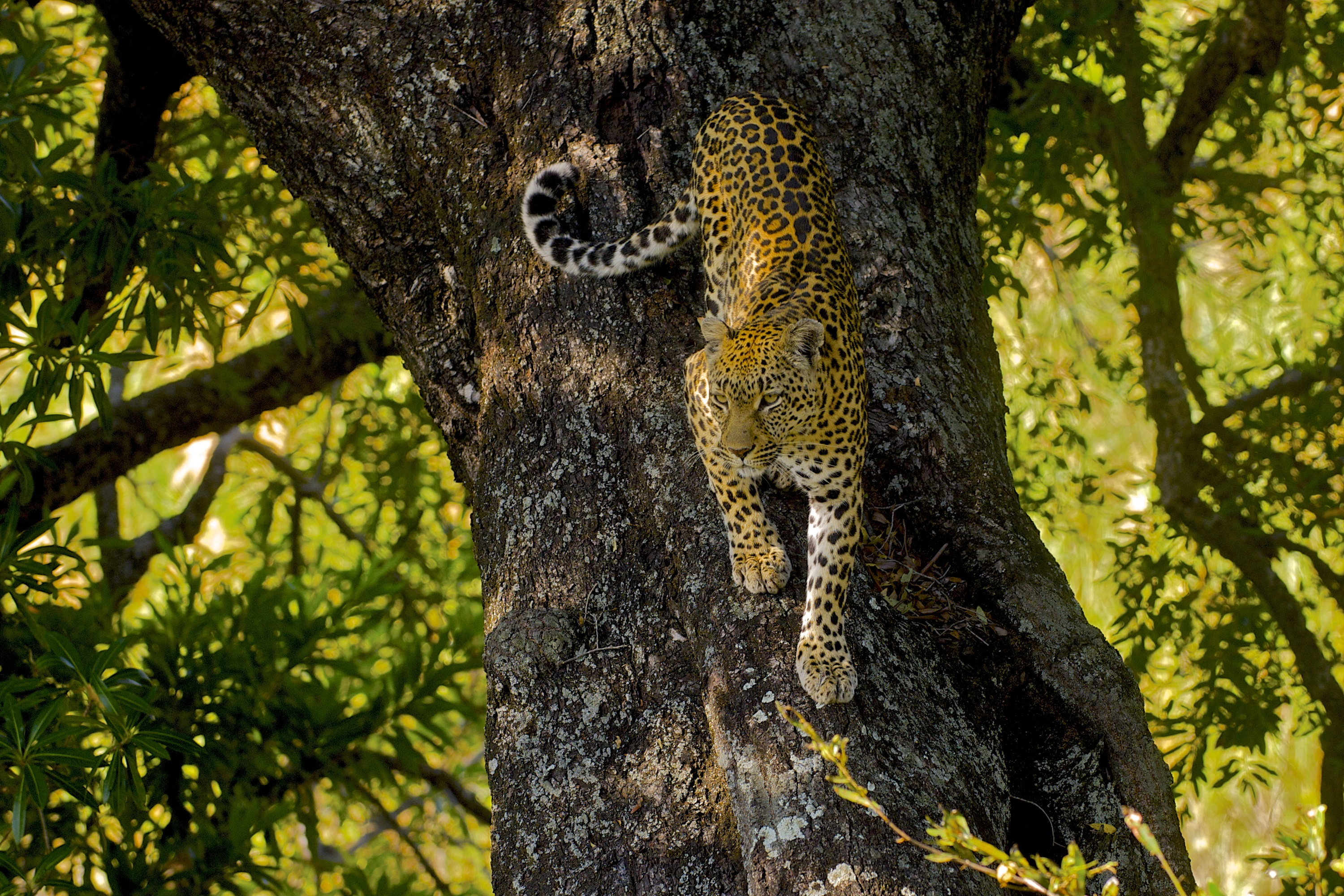
Onça-pintada

## Ligações Externas
- (em inglês) Unesco - Parque Nacional Darien